# Visión de Tundal

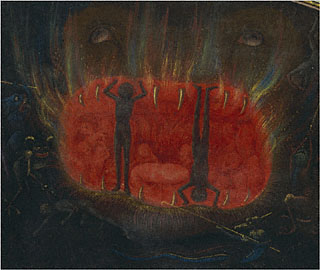
La boca del infierno, por Simon Marmion, del manuscrito Getty, detalle.

Visión de Tundal (originalmente en latín, Visio Tnugdali) es un texto religioso irlandés llamado así por Tundal, su protagonista. Es la más extensa e interesante de las llamadas visiones, textos que pretendían dar a conocer la suerte de las almas en la otra vida y de las que la Edad Media ha legado numerosos ejemplos.
Esta obra se debe a un monje irlandés del convento de San Pablo en Ratisbona, llamado Marcos. La escribió hacia el año 1150. El texto latino, traducido en la Edad Media a casi todas las lenguas europeas, fue publicado en 1882 por A. Wagner.

## Argumento
El asunto se reduce a que el protagonista cuenta que, habiendo estado sumido en un sueño letárgico durante tres días, fue conducido por un ángel en este lapso de tiempo a través de las regiones del otro mundo y describe con todo género de pormenores los suplicios de los condenados, de los que él mismo participa en las penas del Purgatorio y las delicias de los elegidos. Sin duda Dante conoció esta visión, pues se observan en La Divina Comedia varias analogías con la obra de Marcos, quien a su vez se inspiró en las narraciones anteriores del mismo género, como las de Beda y Gregorio el Grande.